# Nhà mồ Tây Nguyên

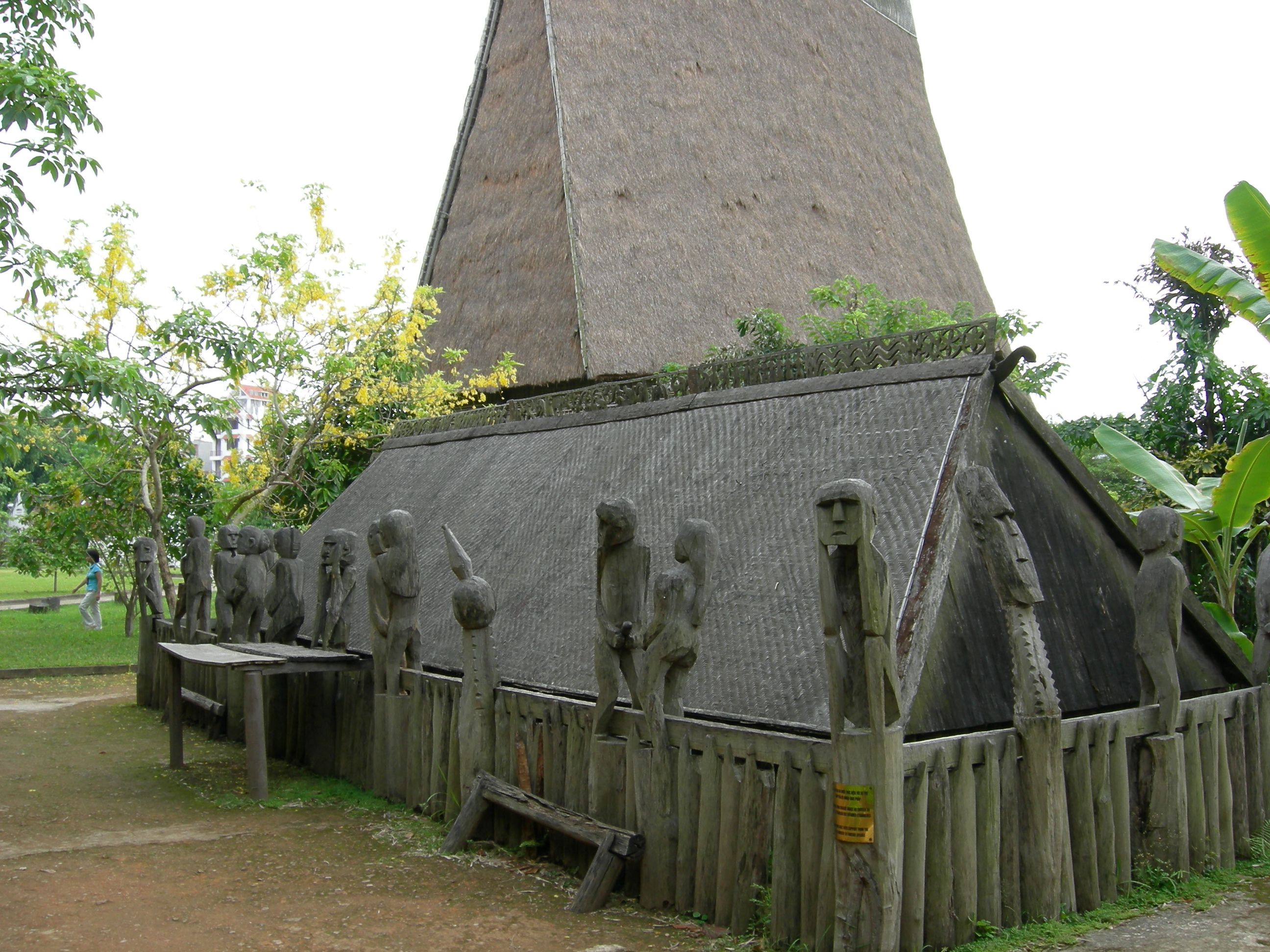
Nhà mồ của người Gia Rai tại Viện bảo tàng Dân tộc học, Hà Nội

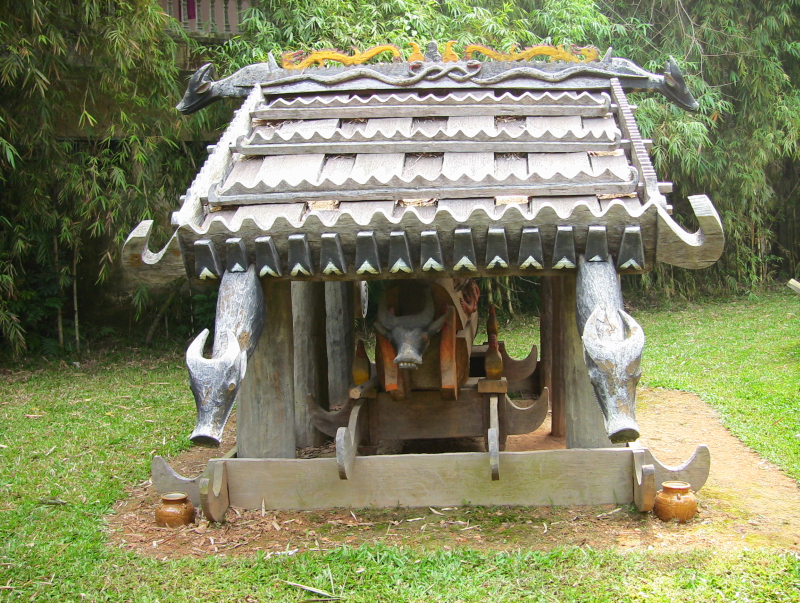
Nhà mồ của người Cơ Tu tại Viện bảo tàng Dân tộc học, Hà Nội

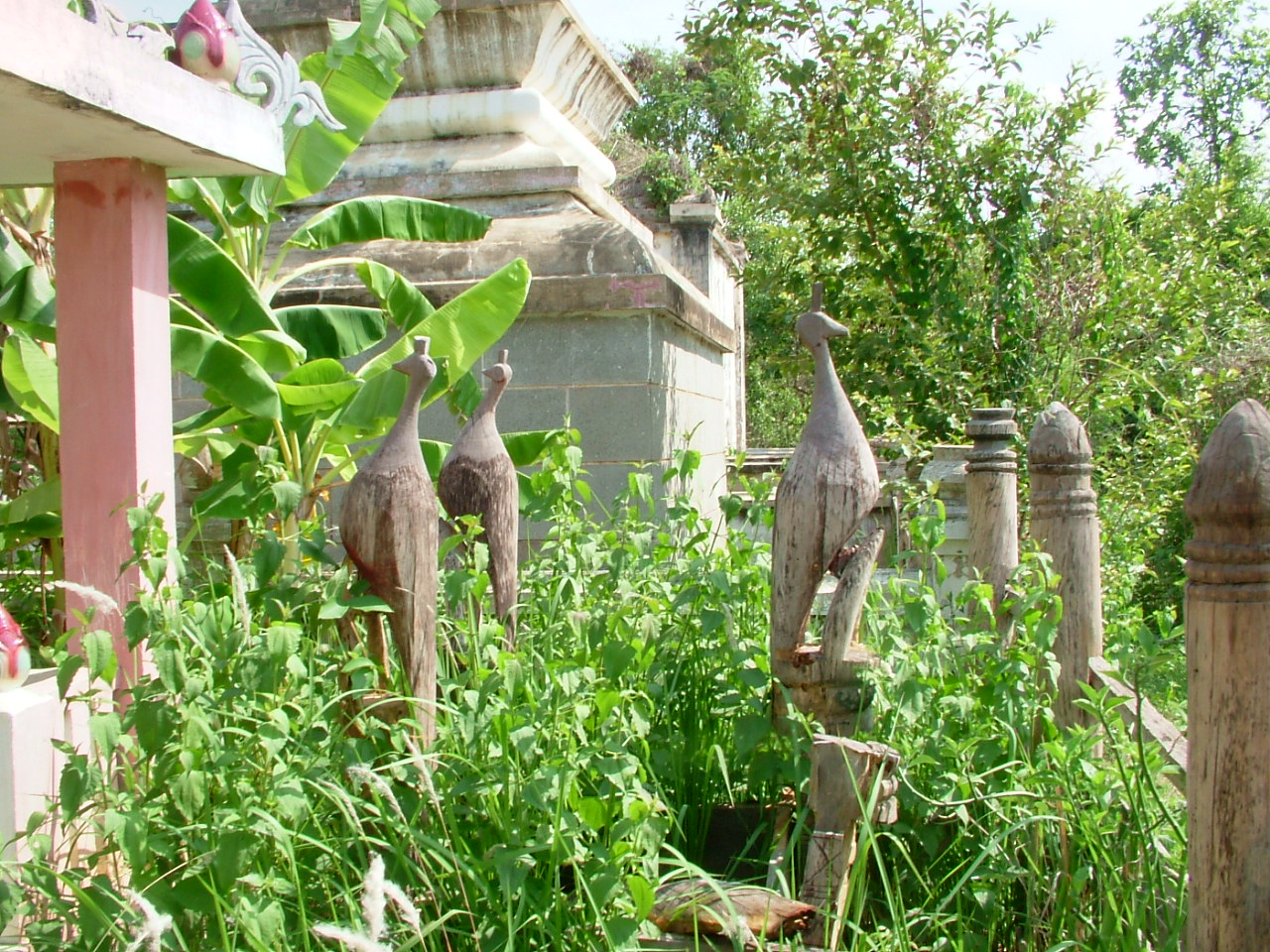
Tượng nhà mồ ở Bản Đôn

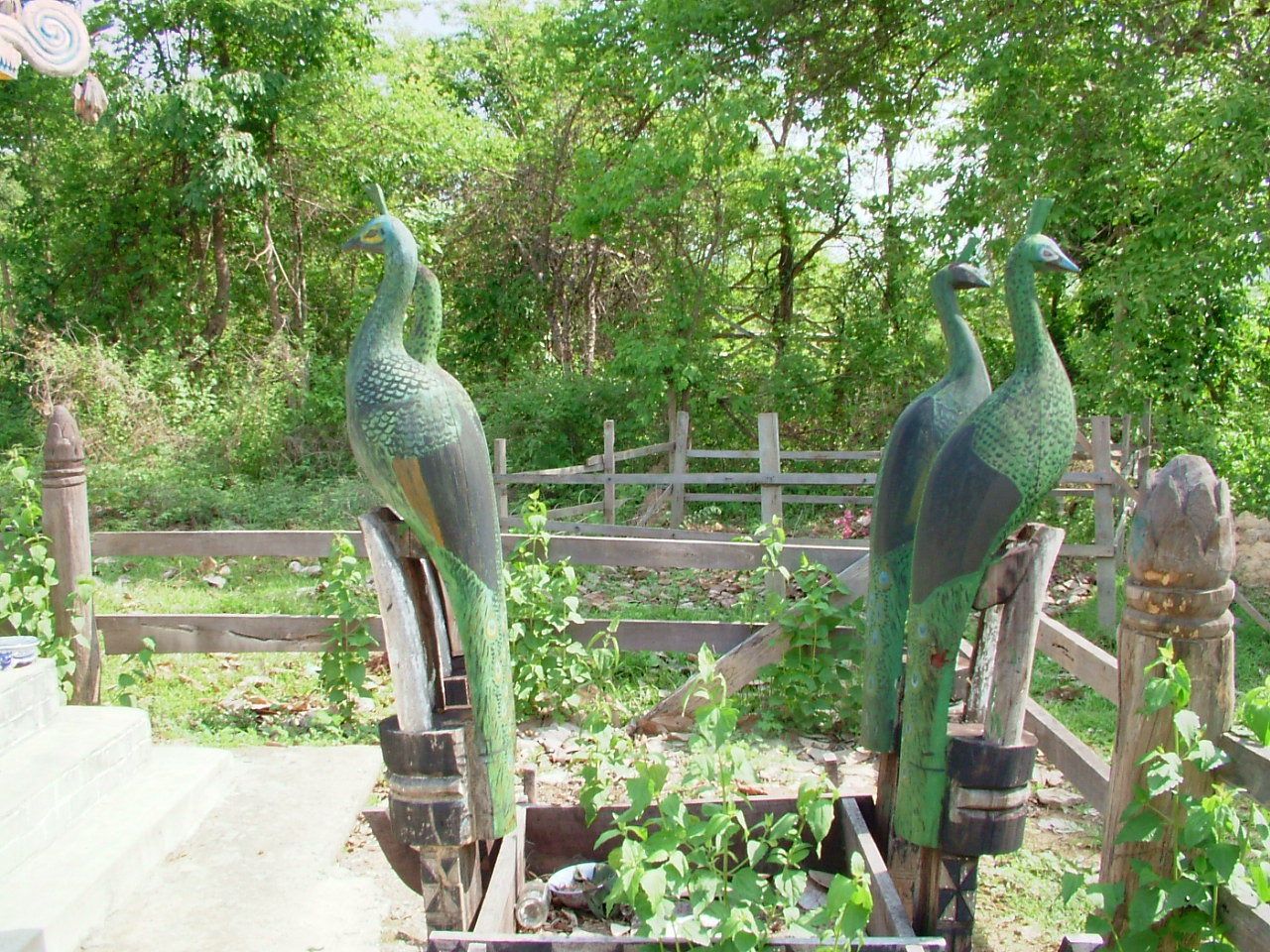
Tượng nhà mồ ở Bản Đôn

Nhà mồ là mảng đặc sắc của văn hóa cổ truyền Tây Nguyên (Nam Trung Bộ, Việt Nam). Trong thời gian gần đây, truyền thống dựng nhà mồ-tượng mồ chỉ còn thấy tập trung ở các dân tộc Ba na, Ê đê, Gia rai, Mnông, Xơ Đăng.
Nhà mồ được xây trùm trên nấm mộ và là trung tâm của lễ bỏ mả. Nhà mồ có nhiều loại khác nhau. Trang trí nhà mồ thường sử dụng 3 màu: đen, đỏ và trắng.
Tượng mồ là loại tác phẩm điêu khắc độc đáo bậc nhất của vùng đất này, trong đó tượng mồ Gia rai, Ba na phong phú và đặc sắc hơn cả.

## Kỹ thuật đẽo tượng nhà mồ
Theo chu trình dựng nhà mồ, để tiến hành nghi lễ bỏ mả, việc đầu tiên của người chủ hộ là đẽo tượng mồ. Ví dụ một ngôi nhà mồ dự định bỏ vào tháng 3 trong năm, thì từ tháng 1 năm đó người chủ hộ đã bắt đầu kiếm gỗ đẽo tượng. Ở những ngôi nhà mồ to đẹp, bề thế trước đây, cột tượng thường được làm bằng loại gỗ tốt như gỗ cây hương, cây cà- chít. Trên đường điền dã tại xã Biển Hồ, thành phố Pleiku những cột tượng bỏ từ năm 1967, cho đến nay, tuy nhà mồ không còn nữa, nhưng những cột tượng vẫn tồn tại. Do yêu cầu, ngôi nhà mồ của người Gia-rai Aráp khi dựng tại khu trưng bày ngoài trời phải bảo đảm tính bền vững, vì vậy cột tượng được đẽo bằng gỗ tốt là gỗ cà- chít, tuy nhiên gỗ đẽo tượng này không được khai thác trong tự nhiên mà mua tại lâm trường. Vì hiện nay rừng thưa dần do nhiều nguyên nhân: chiến tranh, khai thác không hợp lý, do tập quán đốt rừng canh tác rẫy, những loại gỗ tốt theo đó mà cạn kiệt, người dân không thể kiếm được gỗ tốt. Trên thực tế trong những năm gần đây hầu hết những ngôi nhà mồ khi tiến hành bỏ mả, người Gia-rai sử dụng các loại gỗ tạp, để đẽo tượng, phổ biến là gỗ cây gạo (pơ-lang), vì loại gỗ này mọc nhiều ở vùng người Gia-rai sinh sống, dễ tìm ở xung quanh làng. Theo kinh nghiệm địa phương những cây hương, cây cà-chít có độ tuổi trên 10 năm mới đủ tiêu chuẩn để đẽo tượng vì hai loại cây này phân cành sớm, độ dài của cây nếu chưa đủ tuổi trưởng thành thì không đáp ứng được những yêu cầu của việc đẽo tượng. Những cây gỗ được chọn có độ dài hơn 2 sải tay (1 sải = 160 cm), đường kính lõi khoảng 30 cm. Người Gia-rai dùng rìu, đốn cây, khi đốn xong người ta vận chuyển bằng cách dùng trâu kéo cây từ trong rừng về buôn làng. Việc khai thác gỗ để đẽo tượng có kiêng kỵ, nếu đêm ngủ họ mơ thấy nhà cháy, bến nước cạn kiệt thì sáng hôm sau sẽ hoãn lại việc lấy gỗ, trong khi đi vào rừng lấy gỗ nếu gặp rắn bò ngang qua đường thì họ quay về ngay, người ta cho đó là điềm không lành, dễ có chuyện xấu xảy ra.
Gỗ đẽo tượng được kéo về dựng tại nghĩa địa của làng, bên cạnh ngôi nhà mồ sắp bỏ mả, trước khi đẽo tượng mồ, người Gia-rai có cúng thần nhà rông (yang rôông), thần bến nước (yang ia), xin phép đẽo tượng mồ cho người chết ở trong làng, lễ cúng thường được mổ lợn làm vật hiến sinh. Dụng cụ đẽo tượng hữu hiệu và thông dụng nhất là chiếc rìu (jong), dụng cụ có một đầu lưỡi sắc, một đầu lưỡi tù, cán được tra bằng một thanh gỗ dài. Một loại dụng cụ nữa là cây chà-gạc (loại dao đa năng thông dụng của người Gia-rai) dùng để sửa lại các chi tiết trên mặt tượng. Trong thời gian gần đây phong cách tượng nhà mồ thay đổi, kéo theo những biến đổi về kỹ thuật đẽo tượng. Từ chỗ truyền thống không quan tâm đến thể hiện chi tiết tỷ mỉ, chỉ sử dụng mảng khối trên một thân gỗ cố định, người đẽo chuyển sang xu thế hiện đại thiên về tả thực, gọt đẽo các chi tiết (mắt, mũi, miệng, chân, tay), loại tượng cũng đa dạng hơn trước, mất đi tính mộc mạc nguyên sơ của kiểu tượng truyền thống. Trong một làng của người Gia-rai chỉ có một vài người già biết đẽo tượng đẹp (theo quan niệm của người Gia-rai) và biết làm cho tượng phong phú về mặt loại hình. Theo phong tục của người Gia-rai, thì những người đàn ông chủ hộ thường đẽo tượng cho người chết thuộc gia đình mình, nhưng nhiều trường hợp vì không tin vào khả năng đẽo tượng của bản thân nên họ thường nhờ những người già trong làng có kinh nghiệm và kỹ thuật đẽo giúp.
Người Gia-rai không có số đo chuẩn cho mỗi bức tượng định đẽo, người ta lấy đơn vị đo là sải (tơ-pa) để làm ước lượng. Một bức tượng thường được tính bằng 1 sải rưỡi, 1/2 sải được chôn ở dưới đất là cột chính (byuh) của hàng rào, 1 sải còn lại vừa là phần cột chính nhô lên khỏi mặt đất, phần trên cùng là thân tượng (phun) như thoát ra khỏi cột gỗ đó. Địa điểm đẽo tượng được tiến hành tại khu nghĩa địa, kề ngay sát ngôi nhà mồ chuẩn bị dựng làm lễ bỏ mả. Trong khi đẽo tượng người có kinh nghiệm hơn truyền đạt kỹ thuật, kỹ năng và cách thức đẽo tượng cho người ít kinh nghiệm. Họ không hề giữ bí quyết nào trong cách truyền nghề tạc tượng, những bức tượng trở thành đẹp lại phụ thuộc chính vào "hoa tay" và óc thẩm mỹ của người học nghề và người tiếp thu kinh nghiệm. Việc đẽo tượng cũng có nguyên tắc nhất định, một bức tượng khi hình thành, ngoài việc phản ánh nghệ thuật điêu khắc dân gian, truyền tải những thông tin mang tính chất xã hội của cộng đồng người Gia-rai, về kết cấu lại phải đảm bảo tính vững chắc của hàng rào nhà mồ. Vì bản thân mỗi cột tượng lại đóng vai trò là những cột chính trong hàng rào, để giữ hàng rào chắc chắn bao quanh nhà mồ. Do vậy khi đẽo tượng bao giờ người Gia-rai cũng chủ động tạo ra một khe hở rộng giữa hai chân của bức tượng hình người, khe hở giữa chân và đuôi tượng chim, khe hở giữa hai chân trước và hai chân sau của tượng thú bốn chân. Khe hở đó là nơi xuyên một thanh gỗ dài chạy qua, giống như hệ thống mộng giằng để giữ tất các cột tượng với nhau, và giữ các cột phụ chôn sát cột chính liên kết tạo thành hàng rào.
Quá trình người Gia-rai đẽo tượng, đặc biệt là bức tượng người ôm mặt (kra-kôm), loại tượng được coi là lớp tượng cổ nhất, có thể mô tả như sau: đầu tiên, người thợ dùng rìu, đẽo lấy phần ngực của bức tượng, phần bị đẽo lõm vào của khúc gỗ chính là ngực của bức tượng, sau đó người thợ dùng rìu tạc lấy hai tay của bức tượng người ôm mặt, bằng những nhát bổ trên thân gỗ, hai mảng nổi tiếp giáp nhau là chỗ khuỷu tay và đầu gối sẽ tạo thành một hình thể của người ôm mặt. Khuôn mặt tượng được phạt phẳng, chỗ trán tượng được nhô hơn so với mặt tượng, hai tai được đẽo bằng đường bổ lượn vòng của rìu, phần mắt được khoét bằng với vài nhát đơn giản, sống mũi của tượng nhô lên khi phạt bằng bề mặt tượng. Trước khi hoàn tất công việc, người đẽo dựng đứng bức tượng lên quan sát xem các chi tiết nào trên tượng cần phải sửa chữa. Theo xu thế hiện đại, người ta tu chỉnh mắt, mũi, miệng, tai tượng, với cây chà gạc nhỏ bé. Với các bức tượng có hình dáng khác như: tượng người đánh trống, tượng nam nữ ái ân, tượng chim, thú... cũng được thực hiện theo nguyên tắc trên. Những bức tượng mồ Gia-rai Aráp được đẽo dựng tại hàng rào ngôi nhà mồ của Bảo tàng về kỹ thuật đẽo vẫn giữ nguyên các yêú tố truyền thống như kỹ thuật mà họ vẫn thực hiện tại Tây Nguyên.

## Tính nghệ thuật thể hiện trong tượng mồ
Khi quan sát những bức tượng mồ, người xem có thể nhận ra hình thể của từng bức tượng, qua bàn tay của người nghệ nhân, đều xuất phát từ thân gỗ tròn, vốn là hình dạng ban đầu của mỗi thân tượng. Bằng thủ pháp dùng mảng khối, người Gia-rai chỉ phác hoạ một vài chi tiết trên cơ thể mà làm cho bức tượng bỗng trở nên sống động như có hồn. Khác với tượng của dân tộc Việt, Khmer qua bàn tay của người nghệ nhân tạo thành những bức tượng linh thiêng, đặc biệt khi đặt ở vị trí trang trọng là nơi thờ cúng. Tượng mồ Gia –rai có khác biệt, tượng ra đời từ thiên nhiên, được người Gia-rai đặt trong khung cảnh thiên nhiên, rồi hoà vào thiên nhiên, mặc cho các yếu tố của thời tiết như mưa, nắng, sương gió làm hư hỏng. Khi quan sát tượng mồ với muôn hình, muôn dạng bao quanh lấy ngôi nhà mồ tại khu nghĩa địa, người xem không có cảm giác sợ hãi, cách biệt với thế giới tượng mồ, mà còn cảm nhận được những sinh hoạt quen thuộc vẫn tồn tại và diễn ra hàng ngày trong môi trường sống của người Gia-rai, từ người đi lấy nước, người khóc, người chia cơm lam, người đánh trống… nghệ nhân đem lại cảm giác gần gũi giữa người sống và người chết thông qua thế giới tượng mồ, đồng thời làm tan biến sự sợ hãi của người sống đối với một thế giới khác biệt.
Ở ngôi nhà mồ này, một điểm quan trọng trong nghệ thuật tượng mồ mà người Gia-rai sử dụng là thủ pháp tạo hình, bằng cách dùng các mảng khối hình học và các đường vạch chéo, vạch thẳng để tạo nên hình nét cho bức tượng. Tuân theo những nguyên tắc nghệ thuật như vậy, trong truyền thống người Gia-rai không dừng lại ở việc đẽo gọt các chi tiết tỷ mỉ nhằm lột tả thật chính xác tính chân thực của một khuôn mẫu đã định dạng trong thực tế, mà bằng chính mảng khối, người Gia-rai chỉ gợi lên cho người xem những suy nghĩ tiếp theo. Từ một thân gỗ tròn, không lắp ghép, không thêm thắt bất cứ một phần gỗ nào, người Gia-rai đã tạo ra được bức tượng: bằng vài nhát rìu phạt mạnh trên thân gỗ tạo ra một mặt phẳng hình bầu dục đó là khuôn mặt tượng, hai hình cong nổi lên bên hai đầu là tai, phần dưới mặt tượng được vuốt cho nhỏ hơn đó là cổ. Cả khối phẳng bên dưới là thân tượng, các chi tiết như mắt, miệng, mũi, tai chỉ là những mảnh khoét chìm vào thân tượng. Hầu hết các chi tiết nổi của con người như bụng, má, cằm, ngực, vai... không được đẽo nổi trội lên, mà các phần đó được làm dẹt đi. Làm dẹt đi chứ không làm cho biến đi, mất đi, chỉ gợi lên chứ không đi vào tả thực chi tiết, vậy mà những bức tượng mồ mà người nghệ sĩ Gia-rai thể hiện vẫn làm cho người xem có nhiều suy tưởng. Có thể nói những bức tượng mồ Gia-rai, về mặt nghệ thuật gần với mỹ thuật nguyên thủy, có rất nhiều điểm giống với các đặc trưng nghệ thuật từ thời cổ đại của các thị tộc, bộ lạc trên hầu khắp thế giới.

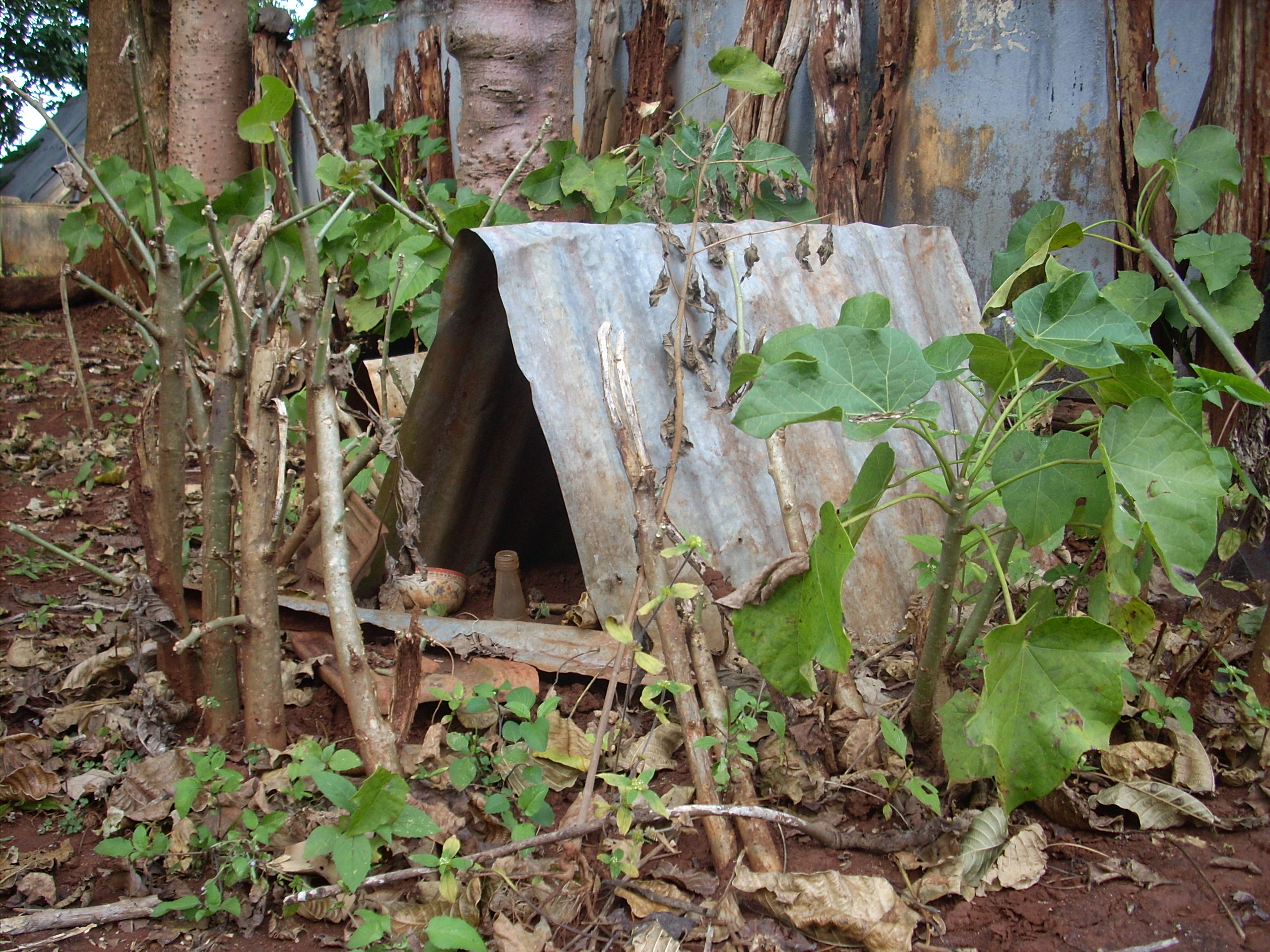
Nhà mồ người Ê Đê trong tục bỏ mả

Để làm cho bức tượng mồ trở nên ấn tượng, người Gia-rai còn sử dụng đến màu sắc để trang điểm. Màu sắc là một yếu tố cơ bản tham gia vào nghệ thuật điêu khắc làm nổi rõ hơn khuynh hướng đa dạng trong tạo hình tượng mồ. Trong bảng màu tự nhiên của người Gia-rai có đầy đủ các sắc màu: vàng, đen, trắng, đỏ, xanh... các sắc màu này được lấy ngay từ thiên nhiên trong môi tường sống của họ. Quan sát cách tạo hoa văn trên y phục sẽ thấy người Gia-rai sử dụng màu sắc một cánh hết sức linh hoạt. Từ màu sắc y phục đến màu sắc trên các công trình mang tính chất tôn giáo, người Gia-rai thiên về dùng màu đỏ, màu đỏ vẫn là màu chính, màu chủ đạo, màu đỏ được sử dụng vẽ hoa văn trên mái nhà mồ, tô điểm cho các hoa văn được đục thủng trên nóc mái... Màu đỏ lại một lần nữa được dùng tô điểm cho tượng nhà mồ. Màu đỏ được người Gia-rai tạo ra bằng cách lấy chất bột của một loại đá non (khor) rồi hoà với nhựa của cây po-pẹ để tạo thành thể keo có màu đỏ nhạt, rồi dùng thanh tre đập dập làm bút vẽ cho tượng. Tại một số ngôi nhà mồ ở làng Kép xã Lam Nông, huyện Chư Păh, tỉnh Gia Lai, người Gia-rai trong khi trang trí cho các cột tượng còn lấy ngay máu của trâu, bò - các con vật hiến sinh trong lễ bỏ mả - để bôi lên cột tượng. Ngoài màu đỏ, màu đen cũng được sử dụng để trang trí, màu đen được làm ra bằng cách dùng than củi giã nhỏ, trộn với nước thành thứ nước đen, dùng bút tre vẽ lên thân tượng. Màu đỏ thường được người Gia-rai trang điểm trên các bộ phận như cùi tay, khuỷu chân, đầu gối, màu đen trang trí các bộ phận như tóc, mắt, miệng tượng.
Nghệ thuật tượng mồ còn bắt nguồn từ bản thân sự sống động của mỗi bức tượng. Loại trừ tượng ôm mặt ở tư thế tĩnh còn hầu hết các bức tượng khác đều diễn tả các trạng thái động của con người. Người Gia-rai khi tạc tượng đã làm cho cho từng bức tượng trở nên sinh động như có hồn. Người xem nếu đã một lần đến buôn làng của người Gia –rai, được dự lễ bỏ mả, khi chiêm ngưỡng tượng sẽ có cảm giác như mình đang có mặt tại chính buôn làng của họ với các hoạt động quen thuộc của con người diễn ra trong lễ hội bỏ mả. Nghệ thuật chính là đem đến sự gần gũi thân thuộc của cuộc sống đời thường vào trong tác phẩm nghệ thuật một cách tự nhiên.